# Paul Houwen
Paul Houwen (Lichtervelde, 1933 - 30 april 1991) was natuurbeschermer en conservator van de vzw Natuurreservaten, beheerder van de Blankaart en de IJzermonding en grondlegger van het natuurbehoud in de Westhoek. Hij was gehuwd met Marie-Thérèse Dooms. 

## Biografie

### Studie en werk
Toen hij achttien was, volgde Houwen een opleiding tropische geneeskunde aan de (voormalige) Antwerpse koloniale hogeschool. Na zijn afstuderen, werd hij eind jaren vijftig stafmedewerker van de (voormalige) Volkshogeschool De Blankaart, in 1959 opgericht door de broers Paul en Luk Kempynck (+9.09.1999). Tussen 1959 en 1973 volgden honderden mensen uit binnen- en buitenland er cursussen en conferenties. Het Blankaartkasteel stond toen symbool voor volksontwikkeling en plattelandsbeleid, landschapszorg en natuurbehoud. Paul Houwen werd er stafmedewerker voor natuureducatie.  
In 1962 volgde hij conservator André Rodts op van de vzw. Natuurreservaten de Blankaart en de IJzermonding. Hij verzorgde er een programma rond natuureducatie en volwassenvorming. 

Toen Paul Houwen in 1959 met zijn Solex-brommertje het pad van het Blankaartkasteel insloeg, deed niks vermoeden dat dit het begin was van een uiterst rijke carrière die voor het overgrote deel in het teken stond van het natuurbehoud in het algemeen en de IJzervallei in het bijzonder.
— Peter Bossu.

### Pioniersjaren
Paul Houwen zette zich in voor de IJzervallei. In de jaren zestig en zeventig bevecht hij vooral het onbegrip en de kortzichtigheid van burgers en overheid, zoals hij zelf zei. In het Blankaartreservaat leidde hij begin jaren zestig als gids tienduizenden mensen rond op zijn natuurwandelingen, wat uniek was in Vlaanderen. Verder schreef hij voor het tijdschrift NATUURreservaten over vogelbescherming, landbouw en milieu, de Blankaart, de Broeken en de IJzermonding. Daarnaast was hij journalist voor het Wekelijks Nieuws, hield hij lezingen en voordrachten.

Op 30 april 1991 overleed hij. Hij was 58. Zes weken later stierf zijn echtgenote Marie-Thérèse Dooms, na een lange ziekte.

## Eerbetoon
- Op 3 mei 1992 eerde de vzw Natuurreservaten hem postuum tijdens een academische zitting met ’het plan otter’. Dit actieplan voor de IJzervallei van de minister van Leefmilieu Norbert De Batselier zorgde voor het baggeren van De Blankaartvijver, een Ecologisch Impuls gebied voor de IJzervallei en een zuiveringsstation voor de Handzamevaart.

- Sinds 6 mei 2001 draagt een vogelkijktoren aan de Blankaartvijver de naam "Vogelkijktoren Paul Houwen".